# Margarinotus fenderi
Margarinotus fenderi är en skalbaggsart som beskrevs av Wenzel 1960. Margarinotus fenderi ingår i släktet Margarinotus och familjen stumpbaggar. Inga underarter finns listade i Catalogue of Life.